# CADPAT (камуфляж)
CADPAT (англ. Canadian Disruptive Pattern (CADPAT), фр. Dessin de camouflage canadien, DcamC) — піксельний деформаційний військовий камуфляж збройних сил Канади, розроблений в 1995 році за допомогою комп'ютерних технологій. В 1997 році був прийнятий на озброєння окремими частинами Збройних сил Канади й став першим цифровим камуфляжем, який використовувався в оперативних цілях. У 2002 році однострої з камуфляжем CADPAT стали стандартною формою Збройних сил Канади, повністю замінивши однотонну сіро-оливкову форму (Olive Drab), яка використовувалася підрозділами регулярних сил з 1960-х років. Дослідження, проведені канадцями, показують, що ймовірність виявити солдата в камуфляжній формі CADPAT з відстані 200 метрів майже на 40 відсотків нижча, ніж солдата в однотонній формі Olive Drab.
Збройні сили Канади використовували три версії камуфляжу CADPAT: «лісова» модель для лісів помірного клімату, «пустельна» модель для посушливих регіонів і «зимова» модель для зимових та арктичних операцій. У 2021 році була затверджена універсальна мультиландшафтна модель камуфляжу CADPAT, що покликана замінити й модель різної місцевості.
Відповідно до загальносвітових тенденцій розвитку камуфляжів, у 2019 році розпочато розробку мультиландшафтного варіанту CADPAT, який має замінити лісову та пустельну версії камуфляжу на один універсальний шаблон.

## Історія

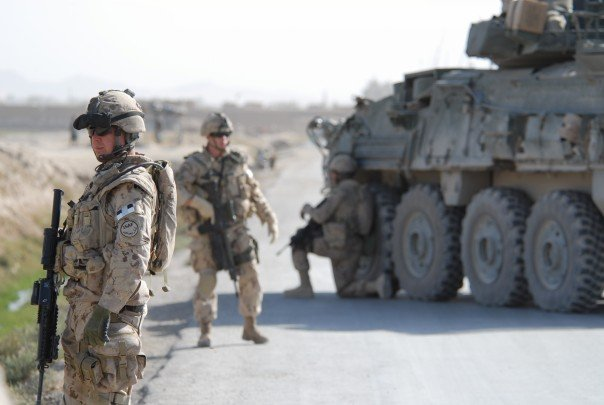
Солдати Канадської гренадерської гвардії в пустельній версії камуфляжу CADPAT в Афганістані, 2009 рік.

Польові випробування версії камуфляжу CADPAT для лісів помірного клімату почались в 1995 році. Після перших задовільних результатів, в 1997 році камуфляж CADPAT був прийнятий на озброєння канадської армії, однак тестування продовжувалось до 2001 року, коли візерунок був зареєстрований як торгова марка.
Повідомлялося про перше оперативне використання лісової версії камуфляжу CADPAT у вересні 2001 року канадськими солдатами, які служили в Боснії та Герцеговині в Силах стабілізації НАТО. Повідомлялося про перше оперативне використання пустельного варіанту CADPAT для посушливих регіонів за кордоном під час війни в Афганістані, коли військовополонених талібів супроводжували озброєні канадські командос у камуфляжах. Це поставило канадську Міністерства національної оборони в незручну ситуацію, оскільки воно заявляло, що жодного канадського командос офіційно в Афганістані не було.
У 2019 році були проведені випробування нової версій мультиландшафтного камуфляжу, яка була призначена замінити лісову та пустельну версії камуфляжу CADPAT в Збройних силах Канади. У рамках проекту модернізації військового одягу та обладнання (SOCEM) Міністерство оборони Канади збирало відгуки й поради від користувачів щодо пробної моделі камуфляжу, відомої як Prototype J, перш ніж прийняти остаточне рішення. У 2021 році був затверджений новий шаблон мультландшафтного камуфляжу CADPAT. Очікується, що новий камуфляж буде прийнято до 2027 року.

## Варіації візерунків
Збройні сили Канади розробили чотири шаблони візерунка камуфляжу CADPAT: лісову (TW/Temperate Woodland), пустельну (AR/Arid Regions), зимову (WO/Winter Operations) і мультиландшафтну (MT/Multi-Terrain).
Лісова версія камуфляжу CADPAT стала стандартною формою для командування сухопутних сил Збройних сил Канади у 2002 році, а повітряне командування збройних сил Канади наслідувало цей приклад у 2004 році. У 2021 році Збройні сили Канади обрали новий варіант CADPAT, універсальний мультиландшафтний шаблон, щоб замінити одночасно «лісову» та «пустельну» версії. Незрозуміло, чи шаблони TW і AR будуть збережені для будь-яких операційних цілей, коли мультиландшафтний шаблон стане стандартним одностроєм військових Збройних сил Канади.

### CADPAT (TW)
Лісова версія камуфляжу CADPAT TW (Temperate Woodland) розроблена для використання в лісах і луках із поєднанням світло-зеленого, темно-зеленого, коричневого та чорного кольорів. Вперше візерунок був представлений у 1996 році на чохлі шолома для нового шолома CG634, який тоді надходив на озброєння. Тоді ж малюнок був введений і на нову солдатську індивідуальну маскувальну сітку. Шаблон CADPAT TW забезпечує захист від спостереження неозброєним оком і приладами нічного бачення, причому малюнок включає технологію ближнього інфрачервоного діапазону на рівні чорнила, щоб допомогти приховати користувача від оптичних пристроїв ближнього інфрачервоного діапазону. Схема оптимізована для стрільби від 30 до 350 метрів проти 3-ступеневого оптичного прицілу.

### CADPAT (AR)
Пустельна версія камуфляжу CADPAT AR (Arid Regions) призначена для використання в умовах пустелі, напівпустелі та савани, складається з трьох кольорів — пісочного, бежевого і коричневого. Модель AR, порівняно з формою TW має дві додаткові кишені для рук і липучки на руках. Шаблон камуфляжу CADPAT AR був розроблений одночасно з випробуваннями шаблону CADPAT TW. Однак після того, як канадські збройні сили були розгорнуті в Афганістані, виробництво моделі AR було прискорене з тим, щоб вона була видана солдатам влітку 2002 року. Шаблон AR також включає інфрачервону технологію для нічної роботи.

### CADPAT (МТ)
Починаючи з 2019 року, у рамках програми модернізації військового одягу та спорядження солдатів (SOCEM), Збройні сили Канади почали випробовувати «універсальний» зразок камуфляжу. Візерунок був прийнятий після деяких незначних змін його кольору. Загалом візерунок менш яскравий, ніж візерунок TW, але темніший, ніж візерунок AR, із використанням різних відтінків зеленого, бежевого, коричневого та чорного. У 2021 році було офіційно оголошено про новий мультиландшафтний шаблон CADPAT MT (Multi-Terrain), який в майбутньому замінить шаблони TW і AR, хоча цей процес відбуватиметься протягом наступного десятиліття. Візерунок мультиландшафтного камуфляжу розроблено таким чином, щоб відповідати найширшому можливому спектру середовищ і планується, що він буде використовуватися на повсякденних одностроях Збройних сил Канади.

### CADPAT (WO)

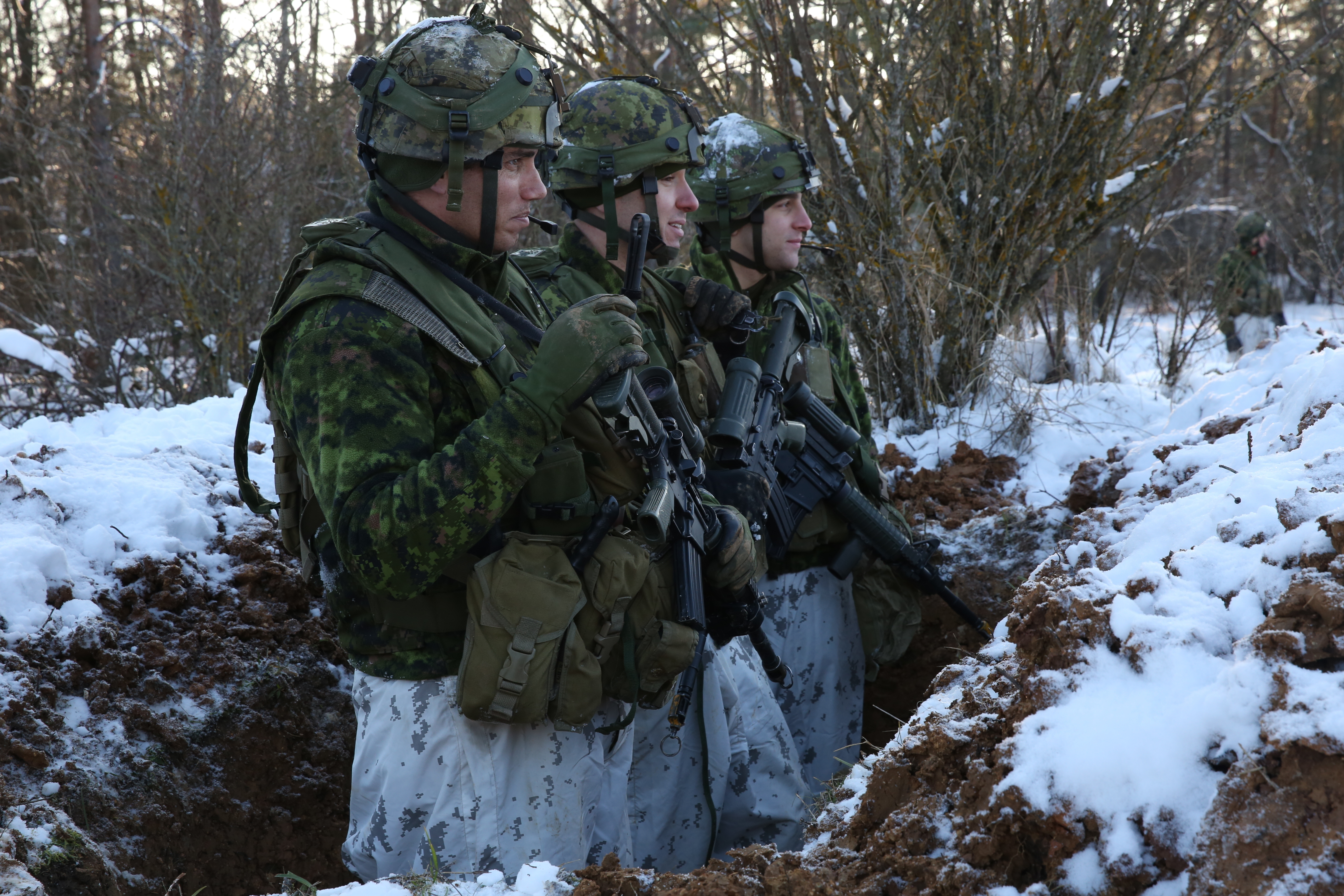
Члени королівського 22-го полку в штанах зимової версії CADPAT WO.

Зимова версія камуфляжу CADPAT WO (winter operations) була створена для засніжених або частково засніжених лісів та іншої місцевості. Сніговий камуфляж був представлений як модернізація однотонних білих зимових камуфляжів, щоб ще більше підвищити маскувальні можливості канадського солдата вдень і вночі. Він також включає технологію Near Infra-Red.

### Не затверджені прототипи
У 2011 році Міністерство оборонних досліджень і розвитку Канади оголосило конкурс на розробку нового урбаністичного варіанту камуфляжу CADPAT на основі трьох великих міських районів Канади: Торонто, Ванкувера та Монреаля. Шаблон прототипу отримав назву шаблон канадського міського середовища (CUEPAT). Хоча принаймні одна компанія, HyperStealth Biotechnology Corporation, подала заявку, станом на  2022 рік більше не було повідомлень щодо розробки камуфляжу CUEPAT.
У 2016 році Збройні сили Канади розглядали можливість заміни червоної уніформи, яку носили канадські рейнджери, новою червоною формою, розробленою на основі CADPAT.

## Подібні камуфляжі

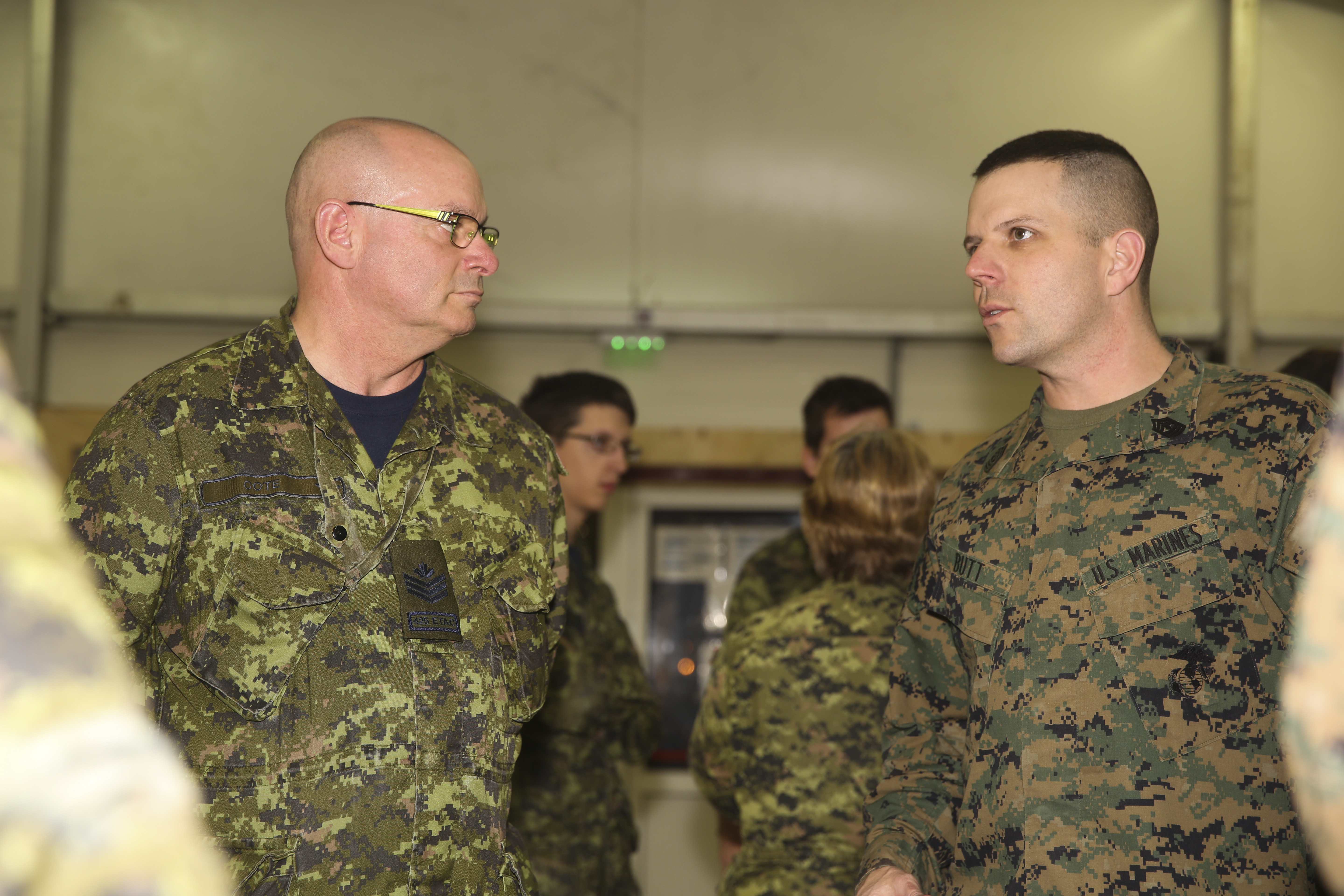
Канадський льотчик у камуфляжі CADPAT (ліворуч) і морський піхотинець США у камуфляжі MARPAT (праворуч)

CADPAT став першим цифровим камуфляжним шаблоном, який було запущено в масову експлуатацію. Багато дослідників припускають, що цей зразок став прямим натхненником для власного камуфляжного візерунка Корпусу морської піхоти Сполучених Штатів MARPAT, прийнятого під час заміни одностроїв BDU та DCU у 2001—2002 роках. Затверджений у 2001 році камуфляж MARPAT, використовував ті самі шаблони, що й «лісова» модель камуфляжу CADPAT TW і пробна версія пустельного камуфляжу CADPAT AR.